# Cabinotier
Ein Cabinotier ist ein Arbeiter, der in einer Werkstatt in Genf einer Uhrenfabrik zuarbeitet. Ein Cabinotier kann unterschiedlichen Handwerken entstammen und muss kein Uhrmacher sein, er muss nur in einer Zulieferwerkstatt einer Uhrenfabrik arbeiten, welche man auch als Kabinett (franz. Cabinet) bezeichnet. Die abschließende Bemerkung des illustrierten Fachlexikons der Uhrmacherei, herausgegeben vom Verband der Schweizerischen Uhrenindustrie FH, lautet hierzu: „Der Genfer Cabinotier war für seinen beißenden Spott bekannt“.
Der Berufsstand der Cabinotiers umfasste neben Uhrmachern auch Goldschmiede, Edelsteinfasser, Graveure, Rhabilleure, Repasseure, Feinmechaniker, Polisseure, Galvaniker und Cadranographen. Cabinotiers wurden bereits im 17. Jahrhundert beschrieben und waren durch ein gehobenes Ansehen, höhere Löhne und kürzere Arbeitszeiten gekennzeichnet.